# Gylfi Sigurðsson
Gylfi Þór Sigurðsson (přepisem Gylfi Thór Sigurdsson; * 9. září 1989, Reykjavík, Island) je islandský fotbalový záložník. V létě roku 2017 přestoupil do klubu Everton FC. V roce 2021 mu výrazně poškodilo kariéru údajné znásilnění, které se ovšem nikdy neodehrálo. Sigurðsson se momentálně pokouší o restart kariéry. Nyní hraje první islandskou fotbalovou ligu v týmu Valur Reykjavík. Je také islandským reprezentantem. Působil na klubové úrovni v Německu, Islandu, Velké Británii a Dánsku. 

## Klubová kariéra
Z Islandu, kde hrál za týmy Fimleikafélag Hafnarfjarðar a Breiðablik Kópavogur, odešel v roce 2005 do Anglie. Zde působil v týmu Reading FC, z něhož hostoval v klubech Shrewsbury Town a Crewe Alexandra. V roce 2010 zamířil do německého TSG 1899 Hoffenheim, odkud hostoval na jaře 2012 ve velšském celku Swansea City působícího v anglických ligových soutěžích. V červenci 2012 přestoupil do anglického Tottenhamu Hotspur, kde hrál dva roky. V červenci 2014 se stal hráčem Swansea City, kde již dříve působil.
V srpnu 2017 přestoupil do anglického prvoligového klubu Everton FC z Liverpoolu. Celková cena transferu se v médiích uváděla 45 milionů britských liber, což byl rekordní nákup Evertonu.
V červnu 2021 se stal ambasadorem State Energy, vlastnící Christian Eriksen s Caroline Wozniacki.     O pár měsíců později byl obviněn ze znásilnění, které se ale neprokázalo a v roce 2023 započal Gylfiho restart kariéry v dánském Lyngby. V roce březnu roku 2024 přestoupil jako volný hráč do islandského Valur Reykjavík.

## Reprezentační kariéra
Gylfi Sigurðsson hrál za islandské reprezentační výběry U17, U19 a U21.
Zúčastnil se Mistrovství Evropy hráčů do 21 let 2011 v Dánsku, kde Island obsadil nepostupové třetí místo v základní skupině A.
V A-mužstvu Islandu debutoval 29. 5. 2010 v přátelském zápase v Reykjavíku proti Andoře (výhra Islandu 4:0).
Dvojice trenérů islandského národního týmu Lars Lagerbäck a Heimir Hallgrímsson jej zařadila do závěrečné 23členné nominace na EURO 2016 ve Francii, kam se Island probojoval z kvalifikační skupiny A (byl to zároveň premiérový postup Islandu na Mistrovství Evropy). Na evropském šampionátu se islandské mužstvo probojovalo až do čtvrtfinále, kde podlehlo Francii 2:5 a na turnaji skončilo.